# 山梨県道730号・神奈川県道730号・静岡県道147号山中湖小山線

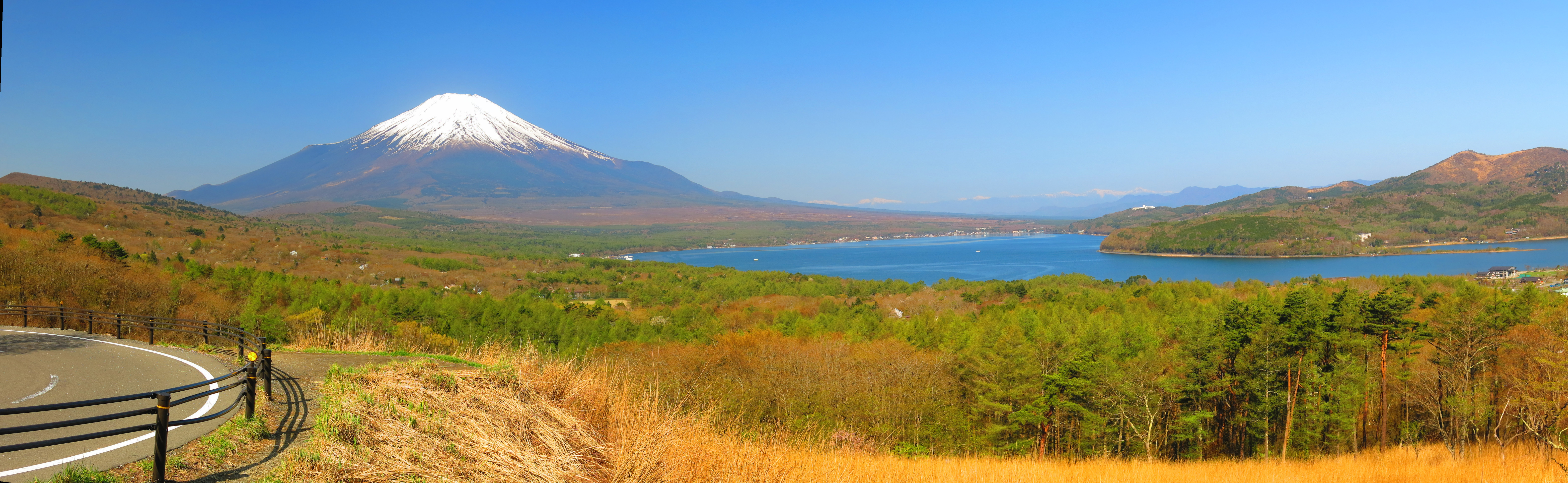
県道の脇から望む富士山と山中湖

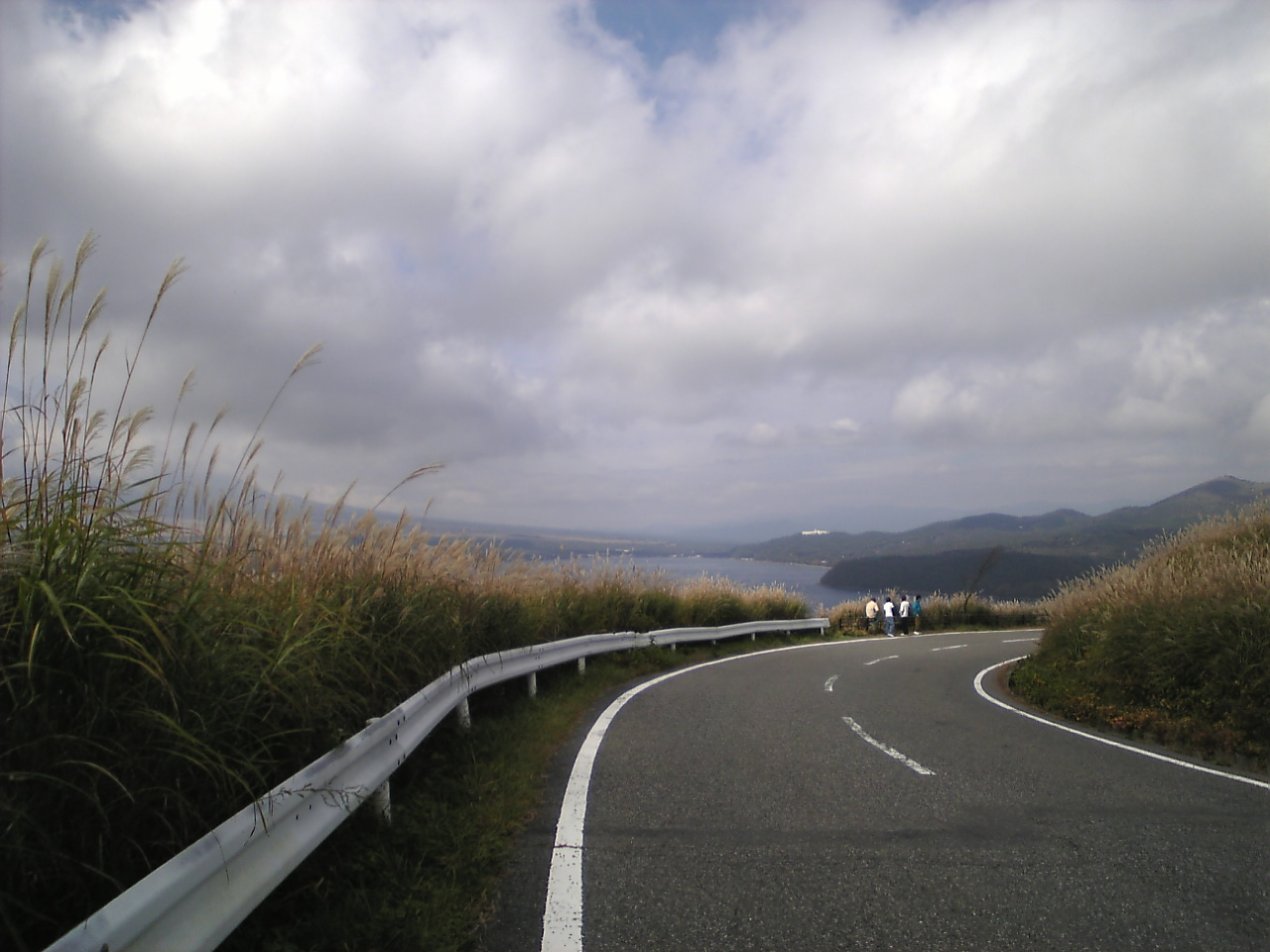
山梨県道730号

山梨県道730号・神奈川県道730号・静岡県道147号山中湖小山線（やまなしけんどう730ごう・かながわけんどう730ごう・しずおかけんどう147ごう やまなかこおやません）は、山梨県南都留郡山中湖村と静岡県駿東郡小山町を結ぶ一般県道である。

## 概要
県道山中湖小山線は、山梨県・神奈川県・静岡県の3県にまたがる一般県道の路線で、山梨・神奈川県と静岡県では、県道の整理番号が異なる。山梨県と神奈川県の県道730号は、山中湖畔を起点として丹沢山地の西端に位置する三国峠を経由して神奈川県をわずかに通過しており、神奈川県道としては最も西に位置する。さらにここから静岡県道147号として、小山町の中心部へ至る。
山中湖と富士山のパノラマを望むことができ、さらに急カーブや勾配があることから、2020年東京オリンピックの自転車競技（ロードレース）のコースとして使用された。

### 路線データ
- 起点：山梨県南都留郡山中湖村平野（信号無交差点＝国道413号交点）
- 終点：静岡県駿東郡小山町中島（国道246号中島IC）
- Google マップ

## 路線状況
山中湖から小山町までの全線に渡り、片側1車線が確保されており、自動車やオートバイ、自転車の走行に不都合はない。山梨県内では、山中湖に流入する小河川を数本渡る。山中湖から三国峠までの山梨県道区間の路肩には、駐車スペースが数カ所設けられている。

## 地理
山梨県の山中湖から丹沢山地・甲相国境尾根の三国峠と明神峠を越えて、富士スピードウェイや国道246号方面へ抜ける。山梨県と神奈川県との県境付近は、急カーブが多く配された峠道となっている。三国峠の山梨県側にあるパノラマ台からは、山中湖と富士山のパノラマを望むことができ、富士山写真愛好家にはよく知られた場所である。

### 通過する自治体
- 山梨県南都留郡山中湖村 - 神奈川県足柄上郡山北町 - 静岡県駿東郡小山町

### 交差する道路・河川
山梨県
- 国道413号（山中湖村平野）
- 山梨県道729号山北山中湖線（同上）
- 三国峠

神奈川県
- 明神峠

静岡県
- 橋梁（名称不明）（奥の沢川）
- 国道246号裾野バイパス（小山町藤曲） - 国道246号の湯船トンネルの上を通過している。裾野バイパス開通当初も、国道246号と地形を利用した立体交差で直接接続はしていたが、国道246号上り線（厚木方面）から当県道への流出ができなかったほか、大型車の利用が困難であった。そこで当県道と国道246号中島ICとの接続路が当県道のバイパスとして整備され、2013年3月27日に開通した[3]。なおこの開通に伴い、かつて国道246号と直接接続していた部分を含む旧道は小山町道となっている。また、終点手前、小山町藤曲から小山町生土の静岡県道394号沼津小山線交点までの区間はバイパス開通後も当県道に指定されていたが、2017年3月31日付告示で指定解除された[4]。
- 金太郎大橋 (野沢川)
- 国道246号裾野バイパス中島IC（小山町中島）

### 周辺
- 山中湖
- 三国山
- 世附川源流
- 富士スピードウェイ
- 鮎沢川
- エクシブ山中湖